# Kvartermester
Kvartermester er en tidligere militær titel. Navnet opstod straks efter de stående hæres fremkomst som betegnelse for den officer eller underofficer, der besørgede forplejningstjenesten (herunder beklædning, udrustning og regnskabsvæsen) ved afdelingen under chefens tilsyn. Benævnelsen var almindelig i flere stater og anvendtes i Danmark indtil 1842, fra hvilket tidspunkt kvartermester kaldtes regnskabsfører, hvilket afløstes af navnet intendant, der indførtes 1860. Ved Hærloven af 1922 vendte man tilbage til betegnelsen regnskabsfører. I flåden indførtes i 1932 kvartermestre og underkvartermestre til afløsning for dæksofficerer, som var indført kun 10 år tidligere. Kvartermestergraderne blev afskaffet 1951, kvartermestrene blev udnævnt til fenrikker, overfenrikker eller officerer af specialgruppen. Underkvartermestre kunne udnævnes til befalingsmænd af sergentgruppen.
Kvartermester indførtes i den norske armé 1867; han havde under chefens tilsyn opsigt med afdelingens bevæbning, beklædning og udrustning og var tillige dens regnskabsfører. Han havde kaptajns rang. Efter hærordningen af 1909, da regimentsadministrationen indførtes, gik stillingen over til at beklædes af underofficerer.